# Lista de vulcões da Turquia
Esta é uma lista inclompleta dos vulcões encontrados na Turquia.
| Vulcão         | Altitude             | Localização                  |
| -------------- | -------------------- | ---------------------------- |
| Ararate        | 5 137 m (16 854 pés) | 39° 42′ 07″ N, 44° 17′ 54″ O |
| Monte Argeu    | 3 916 m (2 419 pés)  | 38° 31′ 56″ N, 35° 27′ 02″ O |
| Monte Haçane   | 3 253 m (10 672 pés) | 38° 07′ 39″ N, 34° 10′ 00″ O |
| Monte Supecane | 4 058 m (13 314 pés) | 38° 55′ 54″ N, 42° 50′ 03″ O |